# Campeonato Europeo de Tiro con Arco al Aire Libre de 1976
El V Campeonato Europeo de Tiro con Arco al Aire Libre se celebró en Copenhague (Dinamarca) entre el 19 y el 20 de junio de 1976 bajo la organización de la Unión Europea de Tiro con Arco (WAE) y la Federación Danesa de Tiro con Arco.

## Resultados

### Masculino
| Evento                  | Oro                                                         | Plata                                                  | Bronce                                                           |
| ----------------------- | ----------------------------------------------------------- | ------------------------------------------------------ | ---------------------------------------------------------------- |
| Arco recurvo individual | Rolf Svensson · Suecia                                      | Sante Spigarelli · Italia                              | Kyösti Laasonen · Finlandia                                      |
| Arco recurvo por equipo | Kyösti Laasonen · Kauko Laasonen · Jukka Inkeri · Finlandia | Rolf Svensson · Rune Wallner · Gunnar Jervill · Suecia | Sante Spigarelli · Giancarlo Ferrari · Cleante Mingozzi · Italia |

### Femenino
| Evento                  | Oro                                                  | Plata                                          | Bronce                                                   |
| ----------------------- | ---------------------------------------------------- | ---------------------------------------------- | -------------------------------------------------------- |
| Arco recurvo individual | Ala Rulenko URSS                                     | Valentina Kovpan URSS                          | Zebiniso Rustamova URSS                                  |
| Arco recurvo por equipo | Ala Rulenko Valentina Kovpan Zebiniso Rustamova URSS | Sieglinde Schulz Marion Oltmann Rita Böser RFA | Lena Sjöholm · Alva Dahlin · Anna-Lisa Berglund · Suecia |

## Medallero
| Núm. | País      | Oro | Plata | Bronce | Total |
| ---- | --------- | --- | ----- | ------ | ----- |
| 1    | URSS      | 2   | 1     | 1      | 4     |
| 2    | Suecia    | 1   | 1     | 1      | 3     |
| 3    | Finlandia | 1   | 0     | 1      | 2     |
| 4    | Italia    | 0   | 1     | 1      | 2     |
| 5    | RFA       | 0   | 1     | 0      | 1     |
|      | TOTAL     | 4   | 4     | 4      | 12    |